# Trittico di San Procolo
Il Trittico di San Procolo è un dipinto a tempera e oro su tavola (171x57 cm il pannello centrale, 141x43 quelli laterali) di Ambrogio Lorenzetti, databile al 1332 e conservato nella Galleria degli Uffizi a Firenze.

## Storia
Il trittico si trovava nella chiesa di San Procolo a Firenze, dove venne visto da Lorenzo Ghiberti, che lo citò nei Commentari, dall'Anonimo Magliabrecchiano (1537-1542), da Giorgio Vasari (presente nelle Vite sin dall'edizione del 1550) e da Giovanni Cinelli (curatore dell'aggiornamento della guida Le bellezze della città di Firenze di Francesco Bocchi del 1677), che ricopiò la firma e la data, oggi non più leggibili. Dopo la soppressione della parrocchia nel 1742, l'opera subì varie vicissitudini. Fu trasferita alla Badia fiorentina, fu poi smembrata e i pannelli laterali arrivarono agli Uffizi nel 1810 (sono presenti nell'inventario del 1890, al numero 8371). Furono esposti intorno al 1855 alla Galleria dell'Accademia, da cui furono poi trasferiti al Museo Bandini di Fiesole. Tornarono agli Uffizi nel 1948. La Madonna col Bambino, al centro, prese invece la via del mercato antiquario, ma venne poi riunita agli altri scomparti, nel marzo 1959, quando venne donata dall'allora proprietario Bernard Berenson che la teneva nella sua collezione privata di Villa I Tatti.

## Descrizione
Il dipinto mostra al centro la Madonna col Bambino a mezza figura e ai lati i santi Nicola e Procolo (a sinistra e a destra rispettivamente). In alto, nelle cuspidi, si trovano, da sinistra, San Giovanni evangelista, Cristo Redentore e San Giovanni Battista. Sulla Madonna si legge la scrittaː AVE GRATIA PLENA DOMINUS TECUM; sul san Nicolaː SANTUS NICCHOLAUS, sul san Procoloː SANTUS PROCHULUS. 

### Stile
Rispetto alla precedente Madonna di Vico l'Abate del 1319 Ambrogio Lorenzetti aveva compiuto passi da gigante nella resa volumetrica dei personaggi, nell'ingentilimento delle figure, nell'uso delle modulazioni chiaroscurali, nella spiccata profilatura dei personaggi, nella ricca decorazione; stilemi adesso decisamente più vicini a quelli della scuola di Giotto. Notevole è anche l'attenzione ai dettagli, soprattutto nelle ricchissime vesti dei due vescovi. Le posture dei personaggi sono ancora rigide e questi sembrano come ingessati, contraddistinguendosi dalle figure di Giotto dei primi anni trenta (per esempio del contemporaneo Polittico di Bologna) o anche da quelle di Simone Martini o Lippo Memmi (per esempio della coeva tavola di Kansas City di Lippo Memmi).
Tuttavia, al pari di altre tavole e affreschi di quest'artista, è l'umanità del rapporto tra Maria e il Bambino che contraddistingue l'opera. In questo dipinto Gesù guarda infatti la madre con gli occhi sgranati e la bocca semiaperta generando un'espressione tipica di un neonato. Maria, che appare elegante come una nobildonna dell'epoca, ricambia lo sguardo ed offre al figlio un'espressione serena e rassicurante e le dita della mano destra per giocare. La mano sinistra di Maria ha invece la tipica disposizione "lorenzettiana" a dita divaricate, sottolineando l'energia della sua presa.
Da notare anche la singolare presenza del corallo rosso al collo del Bambino: si tratta di un antichissimo talismano apotropaico per i neonati, che rappresentava gocce di sangue che dalla madre passano al figlio, attraverso il cordone ombelicale. Nel caso dell'iconografia di Gesù, aveva anche un significato legato alla prefigurazione del sangue della Passione per via del colore. Come si evince infatti dalle parole del predicatore domenicano Giordano da Pisa, ai primi del Trecento il corallo veniva ancora appeso spesso al collo dei fanciulli per difenderli dalle insidie, prime fra le quali le malattie.